# Ovídio Chaves
Ovídio Chaves (29 de julho de 1910, Lagoa Vermelha  — 3 de agosto de 1978, Rio de Janeiro) foi um jornalista, compositor e poeta brasileiro.

## Biografia

#### Vida pessoal
Nascido na cidade de Lagoa Vermelha, Rio Grande do Sul, teve o gosto pela música incentivado desde a infância pelo pai, um comerciante que tocava bandoneon nas horas vagas. Por volta dos 15 anos, passou a tocar violino na orquestra de cinema local durante as exibições de filmes mudos.
Em 1961, mudou-se para o Rio de Janeiro a convite do presidente João Goulart para ser redator na Rádio Nacional. Durante a ditadura militar, no governo do General Castelo Branco, foi demitido, preso e torturado. Após ser liberto, passou a morar na ilha de Paquetá, onde escrevia anonimamente para a Revista Manchete. Também nesse período, começou a produzir bolsas e cintos de couro que eram vendidos na feira da praça General Osório, em Ipanema, a qual ajudou a fundar.
Ovídio Chaves faleceu no dia 3 de agosto de 1978, no Rio de Janeiro, durante uma cirurgia de revascularização do miocárdio.
Foi casado com Hermínia Berthier Machado Chaves, falecida no Rio de Janeiro em setembro de 2014. Era formada em Direito, Pedagogia, Arqueologia e Antropologia; passou a sofrer de mal de Alzheimer quando cursava o quinto período de Psicanálise. Deixaram três filhos e seis netos.

#### Carreira
Em 1932, aos 22 anos, se mudou para Porto Alegre onde começou a estudar no Conservatório de Música de Porto Alegre e trabalhar como jornalista, passando pelos jornais Correio do Povo, Diário de Notícias e Folha da Tarde, além das rádios Farroupilha e Gaúcha. Entre 1933 e 1938, Chaves publicou três livros de poesia, sendo eles Cancioneiro (1933), O anel de vidro (1934) e Uma janela aberta (1938).
No ano de 1944, foi originalmente lançada sua primeira composição (de 1939), "Fiz a cama na varanda", pela cantora maranhense Dilu Melo. A canção é ainda o seu maior sucesso, sendo regravada por diversos artistas, incluindo Stellinha Egg, Inezita Barroso, Dóris Monteiro e Nara Leão. A parceria com Dilu Melo rendeu mais cinco gravações nos 12 anos seguintes. Ao longo de sua carreira, Ovídio Chaves teve cerca de 20 composições gravadas.
O seu quinto livro publicado, ABC de Paquetá: Guia poético da ilha, lhe rendeu o Prêmio de Poesia Olavo Bilac, em 1976, por unanimidade do júri da Academia Brasileira de Letras. A obra também recebeu elogios de Manuel Bandeira, Carlos Drummond de Andrade e Augusto Meyer. Ovídio Chaves, que havia sido preso e torturado sob o governo do General Castelo Branco, teve receio de comparecer à cerimônia de premiação e sessão de autógrafos, mas nenhum agente do governo apareceu.

## Discografia
- "Alecrim da beira d’água" (1942) - parceria com Dilu Melo
- "Fiz a cama na varanda" (1944) - parceria com Dilu Melo
- "Menino dos olhos tristes" (1945) - parceria com Dilu Melo
- "Rede de Maria" (1945)
- "Meia-canha" (1951) - parceria com Dilu Melo
- "Toada do jangadeiro" (1962) - parceria com Enoque Figueiredo

## Obras publicadas
- Cancioneiro (1933)[1]
- O anel de vidro (1934)[1]
- Uma janela aberta (1938)[1]
- Capricornius (1945)[3]
- ABC de Paquetá: Guia poético da ilha (1967)[3]
- Chão de Infância (1980, post mortem)[3]